# Wielka Turnia Małołącka

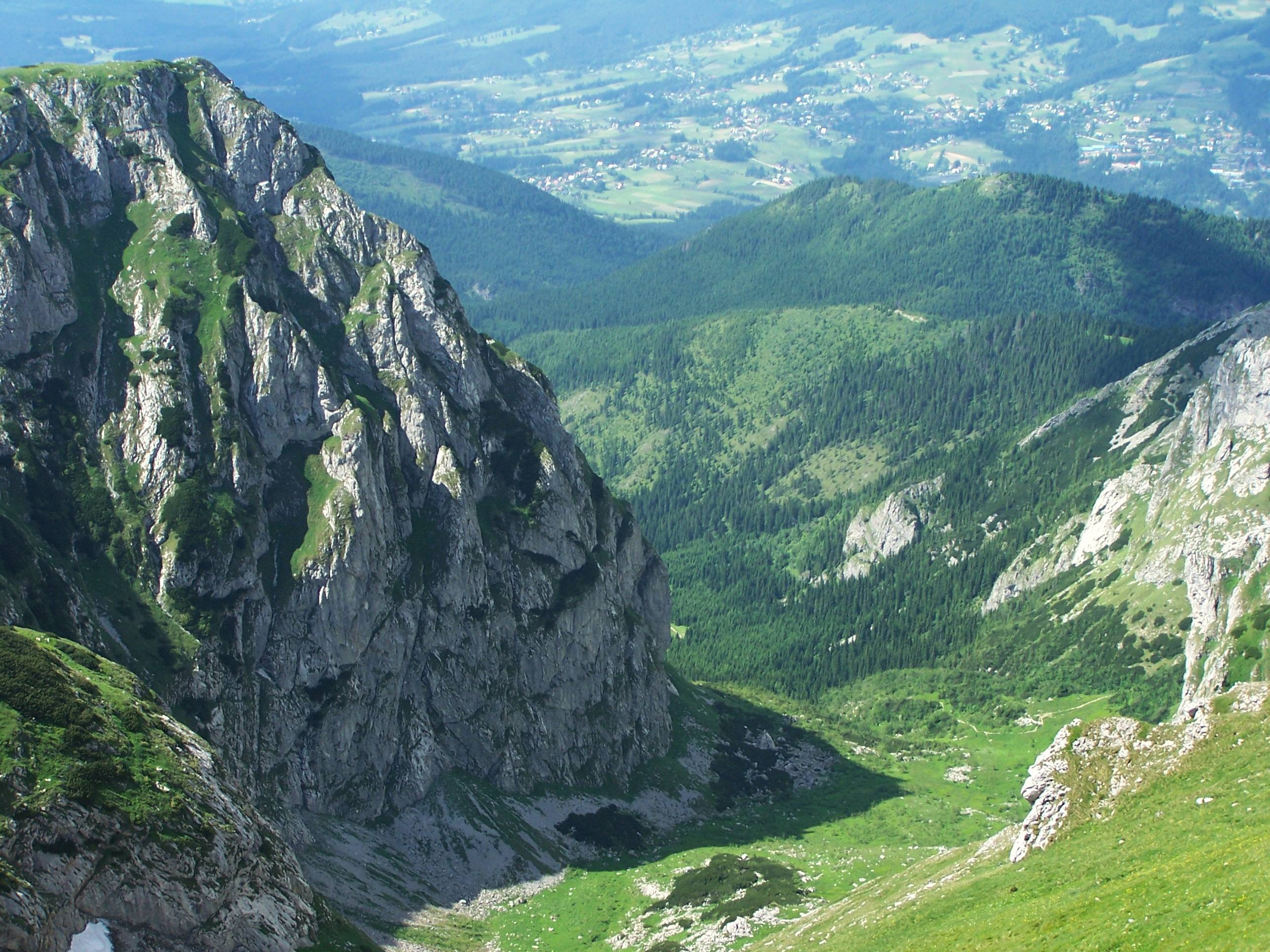
Wielka Turnia – widok z północnego grzbietu Kopy Kondrackiej

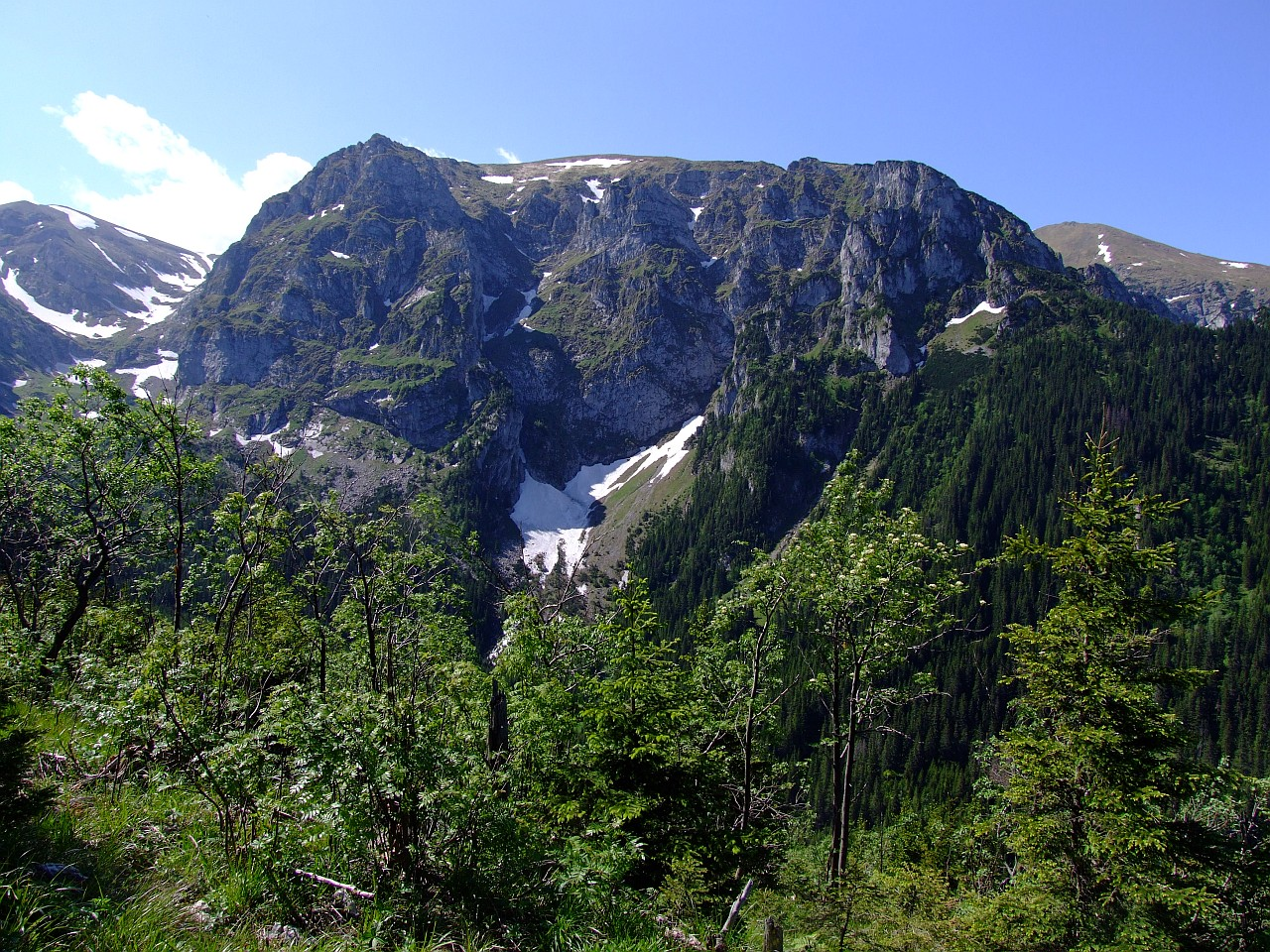
Wielka Turnia oraz Pośrednia i Skrajna Małołącka Turnia, widok z okolic Giewonckiej Przełęczy

Wielka Turnia (1847 m n.p.m.) lub Wielka Turnia Małołącka – turnia stanowiąca wraz ze Skrajną i Pośrednią Małołącką Turnią zakończenie północno-zachodniego grzbietu Małołączniaka (tzw. Czerwonego Grzbietu) w Tatrach Zachodnich. Wielka Turnia opada stromą ścianą o wysokości 350–500 m do górnej części Doliny Małej Łąki. Jej wschodnie ściany wznoszą się nad kotłem lodowcowym Niżniej Świstówki. Na północnym końcu Wielka Turnia sąsiaduje z niższą Zagonną Turnią, oddzielona od niej wielkim, trawiastym żlebem, zwanym Zagonem, opadającym spod Zagonnej Przełęczy.
W rejonie Wielkiej Turni zdarzyło się wiele tragicznych wypadków wśród turystów, którzy pobłądzili (np. we mgle) i usiłowali zejść z jej stromych ścian. Grzbiety Czerwonych Wierchów, do których należy również Czerwony Grzbiet, są bowiem u góry stosunkowo płaskie i trawiaste, dołem jednak podcięte zdradliwymi urwiskami. Jedną z bardziej znanych była akcja poszukiwawcza TOPR w 1912 turystki Aldony Szystowskiej, zakończona znalezieniem jej zwłok przez Mariusza Zaruskiego pod urwiskiem Wielkiej Turni. U podnóży północnych Wielkiej Turni znajduje się, figura Matki Bożej z 1892 r., ufundowana przez panią Baurowicz jako wotum dziękczynne za ocalenie od śmierci jej młodego syna. Ściany turni są w wielu miejscach porośnięte niską murawą i chociaż wydaje się to nieprawdopodobne stanowiły niegdyś teren pasterski Hali Mała Łąka, wypasano na nich kozy.
Wielka Turnia zbudowana jest z wapieni jurajskich i kredowych należących do płaszczowiny Czerwonych Wierchów. Dobrze rozwinięte są w niej zjawiska krasowe, efektem których jest powstanie licznych jaskiń. Największe z nich to: Tunel Małołącki, Komora Gwiaździsta, Jaskinia Strzelista, Dziura w Wantach, Szczelina nad Dziurą w Wantach II, Ukryta Dziura, Jaskinia pod Strzelistą, Jaskinia Mała Zaruskiego, Szczelina nad Strzelistą, Szczelina nad Wyżniem, Jaskinia Trójkątna, Jaskinia nad Wyżniem, Maćkowa Dziura, Jaskinia w Wielkiej Turni. Jest popularną górą wspinaczkową dla taterników, znajdują się na niej liczne drogi wspinaczkowe pomimo istniejącego i ustanowionego przez Tatrzański Park Narodowy zakazu wspinaczki w tym rejonie.
Siedlisko wielu rzadkich gatunków roślin: gnidosz Hacqueta, ostrołódka karpacka, ostrołódka polna, potrostek alpejski, skalnica zwisła, traganek wytrzymały, szarota Hoppego.